# Усть-Бакчарське сільське поселення
Усть-Бакча́рське сільське поселення (рос. Усть-Бакчарское сельское поселение) — сільське поселення у складі Чаїнського району Томської області Росії.
Адміністративний центр — село Усть-Бакчар.
Населення сільського поселення становить 2852 особи (2019; 3258 у 2010, 3644 у 2002).
Станом на 2002 рік існувала Бундюрська сільська рада (села Бундюр, Веселе, присілок Черемхово), Варгатьорська сільська рада (села Варгатьор, Стрільниково, селище Лісоучасток Чая), Горіловська сільська рада (села Горіловка, Лось-Гора) та Усть-Бакчарська сільська рада (села Нижня Тіга, Третя Тіга, Усть-Бачкар, присілок Мостова, селище Нові Ключі).

## Склад
До складу сільського поселення входять:
| Населений пункт         | Населення, осіб (2002) | Населення, осіб (2010) |
| ----------------------- | ---------------------- | ---------------------- |
| Бундюр, село            | 394                    | 292                    |
| Варгатьор, село         | 525                    | 516                    |
| Веселе, село            | 10                     | 3                      |
| Горіловка, присілок     | 583                    | 490                    |
| Лісоучасток Чая, селище | 217                    | 124                    |
| Лось-Гора, село         | 152                    | 138                    |
| Мостова, присілок       | 116                    | 121                    |
| Нижня Тіга, село        | 337                    | 330                    |
| Нові Ключі, селище      | 352                    | 423                    |
| Стрільниково, село      | 121                    | 85                     |
| Третя Тіга, село        | 223                    | 161                    |
| Усть-Бакчар, село       | 556                    | 548                    |
| Черемхово, присілок     | 58                     | 27                     |